# باول بوريس
باول بوريس (بالإنجليزية: Paul Boris)‏ هو لاعب كرة قاعدة أمريكي، ولد في 13 ديسمبر 1955 في إيرفينغتون ‏ في الولايات المتحدة.

## وصلات خارجية
- باول بوريس على موقعبيزبول رفرنس.كوم (الدوري الرئيسي) (الإنجليزية)
- باول بوريس على موقعبيزبول رفرنس.كوم (الدوري الثانوي) (الإنجليزية)
- باول بوريس على موقع مشجعي الرسوم البيانية (الإنجليزية)